# Jianggan
Der Stadtbezirk Jianggan (江干區 / 江干区,  Jiānggān Qū) ist ein Stadtbezirk der Unterprovinzstadt Hangzhou, der Hauptstadt der Provinz Zhejiang in der Volksrepublik China. Er hat eine Fläche von 210,22 km² und zählt 404.000 Einwohner (2005). 

## Administrative Gliederung
Auf Gemeindeebene setzt sich der Stadtbezirk aus sechs Straßenvierteln und vier Großgemeinden zusammen. 